# Citrullus caffer
Citrullus caffer, còn có các danh pháp Citrullus lanatus var. citroides' và Citrullus amarus, là một loài cây có họ hàng gần với dưa hấu. Trái của loài này có phần ruột trắng, cứng, khiến nó ít khi được ăn tươi, mà thường ngâm muối hoặc mứt. Đây cũng là một loại thức ăn cho bò. Nó đặc biệt hữu ích cho việc bảo quản trái cây, vì nó có hàm lượng pectin cao.

## Lịch sử
Đây là cây bản địa châu Phi, chính xác hơn có lẽ là hoang mạc Kalahari, nơi nó vẫn mọc dại rất nhiều. Chưa rõ thời điểm và địa điểm chính xác mà loài cây này bắt đầu được gieo trồng, nhưng có vẻ nó đã là cây trồng ở Ai Cập từ bốn ngàn năm trước.